# Abierto Tampico 2013
L'Abierto Tampico 2013 è stato un torneo di tennis facente parte della categoria ITF Women's Circuit nell'ambito dell'ITF Women's Circuit 2013. Il torneo si è giocato a Tampico in Messico dal 7 al 13 ottobre 2013 su campi in cemento e aveva un montepremi di $25,000.

## Vincitrici

### Singolare
Indy de Vroome ha battuto in finale  Doroteja Erić con il punteggio di 6–4, 6–3.

### Doppio
María Fernanda Álvarez Terán /  María Irigoyen hanno battuto in finale  Constanza Gorches /  Victoria Rodríguez con il punteggio di 6–3, 6–4.